# Microcavia shiptoni
Microcavia shiptoni är en däggdjursart som först beskrevs av Thomas 1925.  Microcavia shiptoni ingår i släktet ökenmarsvin och familjen Caviidae. IUCN kategoriserar arten globalt som nära hotad. Inga underarter finns listade.
Detta marsvin förekommer i Anderna i nordvästra Argentina. Arten vistas främst mellan 3000 och 4000 meter över havet. Habitatet utgörs av gräsmarker och av klippiga områden med glest fördelad vegetation.